# Keybinder
Ein Keybinder ist allgemein ein Computerprogramm oder eine Funktion eines Computerprogramms, mit der eine Folge von Tastendrücken an eine kürzere Tastenkombination oder eine einzelne Taste „gebunden“ werden kann. Ein Keybinder ist damit eine einfache Form eines Makrorecorders. Keybinder werden häufig in Computerspielen und insbesondere in Ego-Shootern eingesetzt, um durch einen einfachen Tastendruck sehr schnell Chat-Nachrichten ausgeben zu können.

## Verwendung
Keybinder werden dazu verwendet, schnell anderen Spielern Mitteilungen zu geben, wenn man gerade nicht schreiben kann.
Das können zum Beispiel taktische Kommandos oder ein Jubelruf nach einem „Headshot“ in Ego-Shootern sein, aber auch nur ein „gg“ (englisch für good game, „gutes Spiel“) am Ende einer Runde in einem beliebigen Online-Spiel.

## Typen
Es gibt Keybinder für bestimmte Spiele sowie Keybinder, die universell einsetzbar sind.
Universell einsetzbare muss man jedoch meistens erst noch konfigurieren, damit sie „wissen“, auf welcher Taste „Sprechen“ (der Chat) im Spiel liegt.
Keybinder für bestimmte Spiele sind also komfortabler, da sie diese Tasten schon einprogrammiert haben.
Die meisten Keybinder sind in AutoHotkey geschrieben, da diese Sprache eine für Anfänger geeignete sehr einfache Syntax besitzt und das Erstellen einer graphischen Benutzeroberfläche ebenfalls sehr simpel ist. Einige Keybinder sind unter anderem auch in Delphi oder Visual Basic geschrieben.
Bestimmte Spiele haben auch einen integrierten Keybinder, zum Beispiel Counter-Strike. Dort kann man mithilfe eines Konsolenkommandos Text und anderes auf eine bestimmte Taste binden.

## Kontroversen
Manche (Profi-)Spieler meinen, ein Keybinder würde einen unlauteren Spielvorteil schaffen, da man sich dadurch schneller verständigen könnte.
Allerdings ist der verwendete Text in Keybindern meist auf Jubelrufe und Ähnliches beschränkt (wie zum Beispiel „N0000b!!!“, „Headshot!“, „Cheater“ oder „gg“).
Ausnahmen machen nur die Spiele, in denen man bestimmte Funktionen nur mit Kommandos im Chat steuern kann.